# C. C. Little

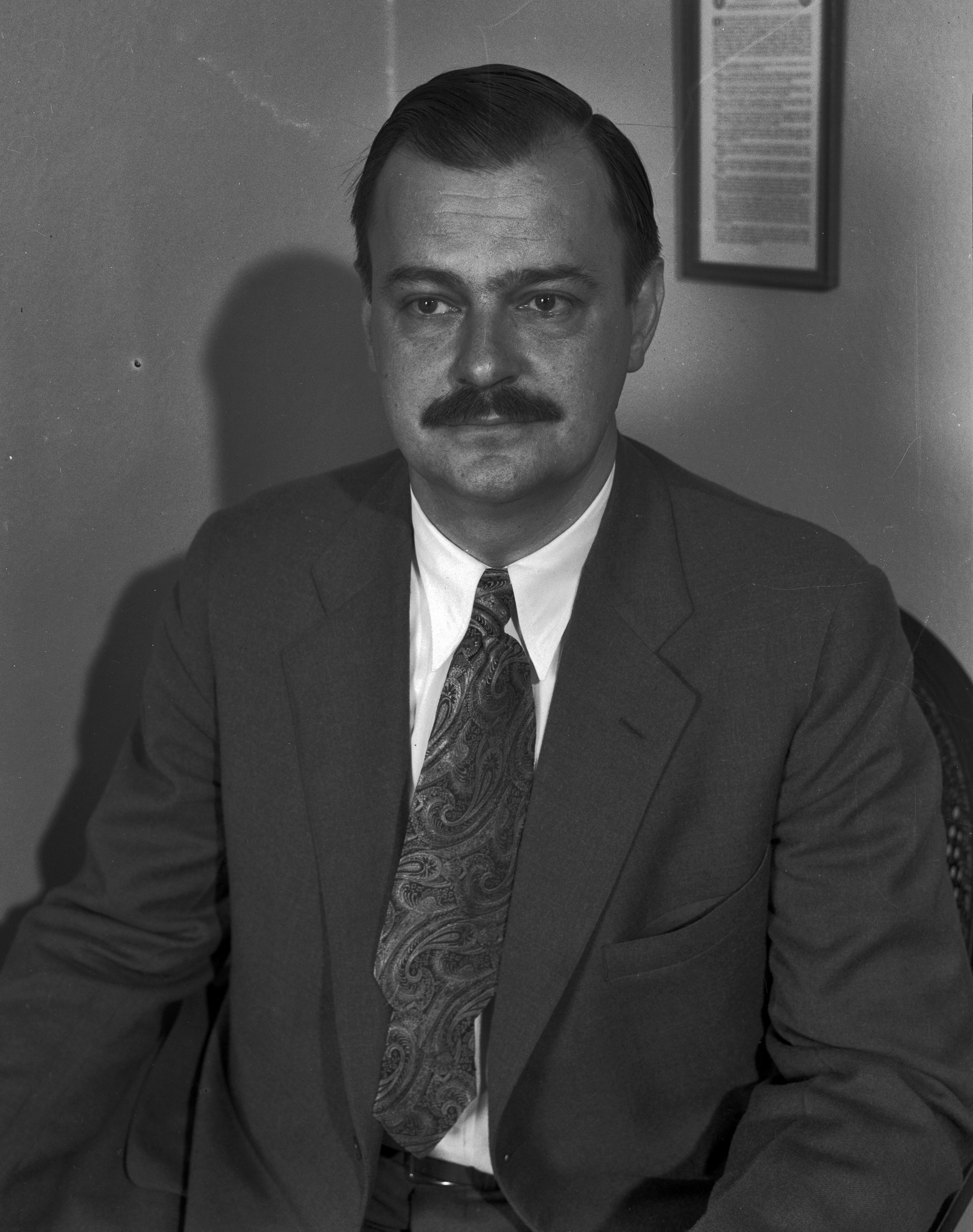
C. C. Little (1934)

C. C. Little (* 6. Oktober 1888 in Brookline, Massachusetts; † 22. Dezember 1971; eigentlich Clarence Cook Little) war ein US-amerikanischer Genetiker und Krebs- und Tabakforscher.

## Biografie
Little studierte an der Harvard University. Unter der Leitung seines Professors William Ernest Castle begann er Forschungen an Mäusen, wobei er sich dabei auf Vererbung und Transplantationen konzentrierte. Er wurde zum Assistenten des Dekans und Sekretär des Universitätspräsidenten. Seine bedeutendste Forschung in Harvard fasste er in A Mendelian explanation for the inheritance of a trait that has apparently non-Mendelian characteristics zusammen. Seine Beobachtungen über Transplantatabstoßungen wurden vom späteren Nobelpreisträger George Davis Snell weiterverarbeitet.
Während des Ersten Weltkriegs diente Little beim United States Army Signal Corps und erreichte den Rang eines Majors. Danach arbeitete er drei Jahre beim Cold Spring Harbor Laboratory. 1921 gründete er gemeinsam mit Margaret Sanger und Lothrop Stoddard die American Birth Control League.
1922 akzeptierte Little den Posten des Präsidenten der University of Maine und wurde dadurch mit 33 Jahren der jüngste Universitätspräsident des Landes. Während seines Aufenthalts dort gründete er in Bar Harbor ein kleines Labor, dass nur in den Sommermonaten aktiv war. 1925 wechselte er als Präsident auf die University of Michigan, wo er auf Alfred Henry Lloyd folgte. Seine Amtszeit war durch seine Befürwortung von Geburtenkontrolle und Eugenik umstritten. 1929 verließ er die Universität, um sich seiner Arbeit in dem Labor zu widmen. Durch eine Finanzierung durch Autoproduzenten aus Detroit konnte er das Forschungsinstitut das ganze Jahr betreiben. Er nannte es Jackson Laboratory nach einem seiner Finanziers, Roscoe B. Jackson von der Hudson Motor Car Co., der bei einem Autounfall verstorben war. Im selben Jahr nahm er auch eine Teilzeitbeschäftigung als Geschäftsleiter der American Society for the Control of Cancer (heute bekannt als American Cancer Society, ACS) an. 1934 wurde er in die American Academy of Arts and Sciences gewählt. Von 1939 bis 1940 war er Präsident der American Association for Cancer Research. 1945 wurde er in die National Academy of Sciences gewählt.
Während der Weltwirtschaftskrise erhielt er nur wenig Förderungen für das Labor, aber 1938 wurde ihm ein erster Zuschuss des neu gegründeten National Cancer Institute gewährt. 1944 versandten sie bereits etwa 9.000 Mäuse pro Woche an andere Laboratorien. Um 1950 hatte das Labor bereits 60 unterschiedliche Mausstämme gezüchtet und eine Hybride der ersten Filialgeneration entwickelt, der bei chemischen Tests weit verbreitet war. 1954 schied Little aus dem Dienst aus.
Sein letzter bedeutender Posten war von 1954 bis 1969 der eines wissenschaftlichen Direktors beim Scientific Advisory Board of the Tobacco Industrial Research Committee, das 1964 in Council for Tobacco Research umbenannt wurde. In seiner Rolle als führender Wissenschaftler wurde er zur Stimme der Tabakindustrie. 1959 zog er frühere Aussagen zurück, die er als Direktor des ACS gemacht hatte. Er sagte nun aus, dass das Inhalieren von feinen Partikeln nicht ungesund sei und dass das Rauchen keinen Lungenkrebs verursachen würde und höchstens einen kleinen Beitrag dazu liefern würde. Selbst ein Jahrzehnt später behauptete er noch, dass es keinen ursächlichen Zusammenhang zwischen Rauchen und irgendwelchen Krankheiten gäbe. Er glaubte, dass die Hauptursache von Krebs genetisch wäre und nicht umweltbedingt.
1971 starb er im Alter von 83 Jahren an einem Herzinfarkt.

## Werke (Auswahl)
- William Ernest Castle, C. C. Little: Reversion in Guinea-pigs and Its Explanation. 1913, Carnegie Institution of Washington
- C. C. Little: A Mendelian explanation for the inheritance of a trait that has apparently non-Mendelian characteristics
- C. C. Little: Civilization against cancer. 1939, Farrar & Rinehart
- C. C. Little: The fight on cancer. 1939, Public Affairs Committee
- C. C. Little: Genetics, Medicine, and Man. 1947, Cornell University Press
- H. J. Muller, C. C. Little, Laurence H. Snyder: The Inheritance of Coat Color in Dogs. 1957, Cornell University Press, ISBN 0-87605-621-4